# Электроосаждение

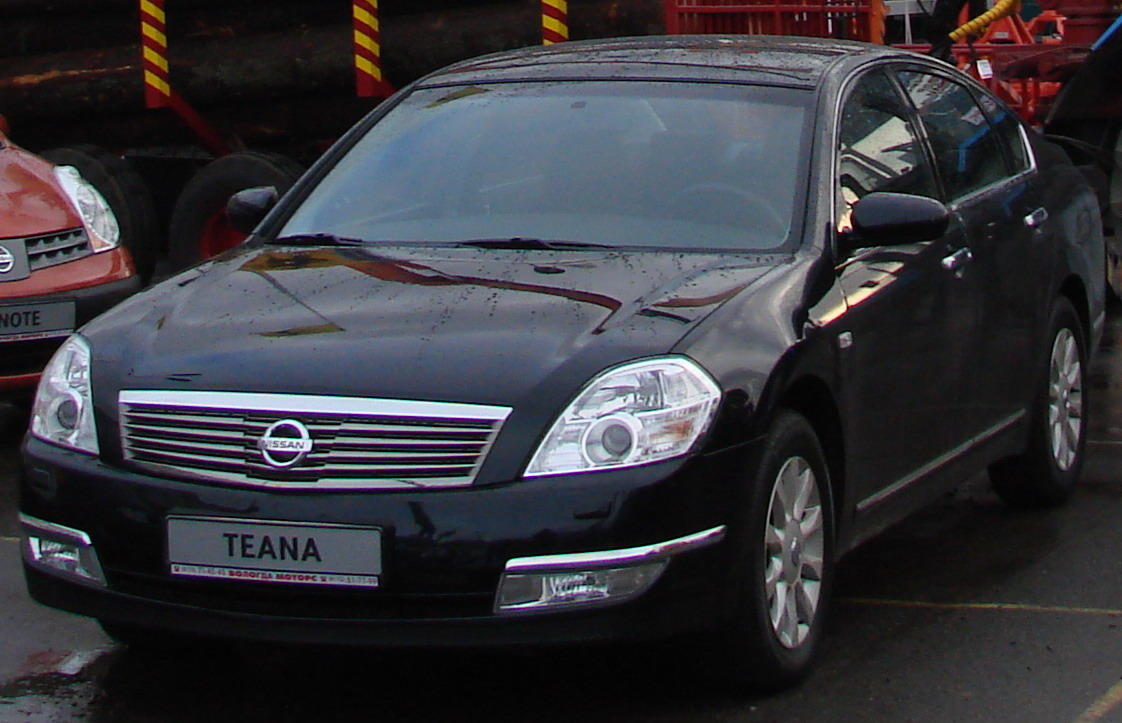
Автомобиль Nissan Teana с кузовом покрашенным методом катодного электроосаждения

Электроосаждение — это специальный метод получения полимерных покрытий на проводящей поверхности под воздействием электрического тока.
Электроосаждение, как метод окраски, возникло более 50 лет назад. Наибольшее применение этот метод окраски по объему потребляемого лакокрасочного материала получил в автомобильной промышленности. Связующими лакокрасочных материалов для этого метода являются олигомерные полимерные водорастворимые электролиты. В поле постоянного электрического тока, аналогично гальванике, они осаждаются на катоде или аноде, которыми служат окрашиваемые изделия. Механизм получения покрытий этим методом связан со способностью полиэлектролита изменять свою водорастворимость с изменением рН среды. Основная электрохимическая реакция, протекающая при электроосаждении, это электролиз воды.

## Анодное электроосаждение
На аноде происходит электролиз воды по следующей реакции:
{\displaystyle {\ce {2H2O - 4e- -> O2 + 4H+}}}
рН на аноде → 1.
Имеет место также анодное растворение металла:
{\displaystyle {\ce {Me -> Me^+ + e-}}}
Электроосаждаются на аноде пленкообразующиеся вещества способные в водной среде диссоциировать на ионы с образованием полианионов:
{\displaystyle {\ce {R(COOK)n <-> R(COO-)n + nK+}}}
Для анодного электроосаждения используются плёнкообразователи, связующие которых переведены в анионную форму введением в молекулу карбоксильных групп (RCOOH), (где R- пленкообразующая часть олигомера). После нейтрализации (допирования) карбоксильных групп аминами или аммиаком они становятся водорастворимыми полиэлектролитами в соответствии со следующей схемой:
{\displaystyle {\ce {RCOO-NR4+}}}
где NR4+ - аминный катион или NH4+.
При этом кислотная (не нейтрализованная) форма пленкообразователя не растворяется в воде. Поэтому в прианодном кислом пространстве пленкообразователь становится неводорастворимым и осаждается на окрашиваемом изделии – аноде в виде поликислоты:
{\displaystyle {\ce {R(COO-)n + nH+ <-> R(COOH)n v}}}
{\displaystyle {\ce {R(COO-)n + nMe+ <-> R(COO)Me v}}}
Помимо указанных процессов, могут протекать и другие, например, анодное окисление металла (при окрашивании алюминия), декарбоксилирование и окисление пленкообразователя (при больших потенциалах анода).

## Катодное электроосаждение
На катоде происходит электролиз воды по следующей реакции:
{\displaystyle {\ce {2H2O + 2e- -> H2 + 2OH-}}}
рН на катоде → 13-14.
При катодном электроосаждении используют водорастворимые пленкообразователи, образующие при диссоциации поликатионы, в состав которых входят аминогруппы. При взаимодействии с кислотами они приобретают свойства полиэлектролитов и растворяются в воде. В результате образуются соединения типа RX+Z‾, где RX+ - поликатион (пленкообразующая часть олигомера, а Z‾ - анион соответствующей кислоты (чаще всего это муравьиная или уксусная кислота)). В щелочном прикатодном пространстве они теряют водорастворимость и осаждаются на катоде-изделии в виде осадка -R2-NH:
{\displaystyle {\ce {-R2(NH^2+) + OH- -> -R2-NH v + H2O}}}
Наряду с указанными процессами возможно катодное восстановление оксидов металлов за счет присутствующих в растворе ионов гидроксония:
{\displaystyle {\ce {MeO + 2H3O+ + 2e- <-> Me + 3H2O}}}
Восстановлению подвержены, в частности, оксиды железа, алюминия, меди, никеля. Таким образом, в отличие от анодного процесса, при катодном не происходит растворения металла и его фосфатов (если поверхность предварительно прошла процесс фосфатирование); также исключается окисление пленкообразователей. За счет использования в технологии окраски мембранных процессов (электродиализа и ультрафильтрации) обеспечивается практически безотходный цикл окраски. Антикоррозионная защита покрытий, получаемых этим методом, из-за специфики физико-химических процессов, протекающих при их формировании, является самой высокой на единицу толщины. Так, покрытие 20 мк, полученное на основе современных лакокрасочных материалов по фосфатированной поверхности, обладает солестойкостью до 2000 часов в камере соляного тумана. Поэтому этот метод нашёл применение, прежде всего, для получения коррозионостойкого покрытия. В настоящее время кузова всех выпускаемых в мире легковых автомобилей грунтуются этим методом. Его используют также для грунтования кузовов грузовых автомобилей, автобусов а также для получения однослойных покрытий на запчастях, дисках колёс и других изделиях.